# Сан-Джакомо-ин-Аугуста (титулярная церковь)
Титулярная церковь Сан-Джакомо-ин-Аугуста (лат. Titulus Sancti Iacobi in Augusta) — титулярная церковь была создана Папой Франциском 22 февраля 2014 году, апостольским письмом Purpuratis Patribus. Титул принадлежит церкви барочной Сан-Джакомо-ин-Аугуста, расположенной в районе Рима Кампо-Марцио, на виа дель Корсо 499, где 1 ноября 1824 года Папой Львом XII был учреждён приход.

## Список кардиналов-священников титулярной церкви Сан-Джакомо-ин-Аугуста
- Шибли Ланглуа — (22 февраля 2014 — по настоящее время).